# Szabakowie
Szabakowie – jeden z ludów zamieszkujących Irak. Mówią dialektem języka kurdyjskiego, mają własną kulturę i zwyczaje. Oficjalnie wyznają jedną z odmian islamu szyickiego.
Od czerwca 2014 r. na obszarach kontrolowanych przez ISIS Szabakowie – podobnie jak inne mniejszości etniczne i religijne: Turkmeni, Asyryjczycy, jezydzi, chrześcijanie – padają ofiarą przymusowego nawracania, grabieży, niszczenia mienia, porwań, przemocy seksualnej, tortur, egzekucji, a nawet masowego ludobójstwa.
Według Amerykańskiej Organizacji Mezopotamii, w roku 2017 przedstawiciele Turkmenów, Asyryjczyków, jezydów i Szabaków zadeklarowali utworzenie koalicji, której celem jest wspólna obrona własnego życia i zagwarantowanie sobie praw wymienionych w Konstytucji Republiki Irackiej.

## Historia
- XVII wiek – prawdopodobna migracja Szabaków z Persji na równinę Niniwy w Mezopotamii;
- 1952 – Szabakowie zostali określeni jako odrębna grupa etniczna;
- 1980 – około 22 wiosek, 3000 rodzin zostało wysiedlonych na północ Iraku;
- 1988 – w ramach operacji Al-Anfal w czasie rządów Saddama Husajna byli poddawani deportacjim, przymusowej asymilacji i arabizacji;
- 2003 – wojska kurdyjskie przemieszczają się w rejony zamieszkane przez Szabaków, których określają jako "Kurdów Szabakijskich";
- 2005 – demonstracje Szabaków na rzecz traktowania ich jako niezależnej grupy etnicznej. Strzelcy z Demokratycznej Partii Kurdystanu strzelają do tłumu, raniąc kilka osób.

## Szabakizm
Religia Szabaków jest synkretyczna. Zawiera elementy islamu i chrześcijaństwa, a także religii kurdyjskich: alewizmu, jezydyzmu i jarsanizmu (Ahl-e hakk). Szabakowie odbywają pielgrzymki do świątyni jezydskich. Oficjalnie przyznają się jednak do islamu szyickiego. Łączą elementy sufizmu z własną interpretacją boskości, co pozwala im interpretować Koran mniej dosłownie, niż to czyni szariat. Praktykują spowiedź publiczną i indywidualną, mogą też pić alkohol.
Duchowni przywódcy Szabaków, biegli w rytuałach i modlitwach, zwani są pirami. Ich najwyższym przywódcą jest Baba. Ich święta księga, Buyruk (po arabsku Kitáb al-Manaqib), została napisana w dialekcie południowym języka azerskiego. Najsławniejszą świątynią Szabaków jest Zeen Al-Abedeen we wsi Aii Rash.